# 라붐
《라붐》(프랑스어: La Boum, 영어: The Party or Ready for Love)은 1980년에 개봉한 프랑스의 로맨틱 코미디 영화이다. 데뷔작이기도 한 이 작품이 흥행에 성공하며 당시 15세의 소피 마르소는 일약 스타덤에 올랐다. 대한민국에는 TV 및 비디오 판권만 있고 정작 스크린에서는 개봉하지 않았기 때문에, 33년이 지난 2013년이 되어서야 스크린에 걸리게 되었다. 따라서 엄연히 말하자면 재개봉은 아니다. 상영했던 것은 1984년 서울 세종문화회관 소강당, 부산 시민회관에서 영화 전문 월간지 '스크린'이 창간 기념으로 진행했던 시사회 이벤트가 전부다. 이벤트 당시 국내 관객 700여명이 '라 붐'을 관람했다.
영화 중반 소피 마르소가 엄마의 옷들을 입는 장면에서 치파오를 입고 두 눈을 찢는 동양인 차별 제스처를 취하는 모습이 나온다.

## 줄거리
13살의 소녀 빅은 가족을 따라 파리로 이사온다. 빅의 아버지 프랑수아는 치과의사이고, 어머니 프랑수아즈는 아마추어 만화가이다. 부부는 금실은 좋지만 각자의 일로 바빠 딸에게 큰 관심을 주지 못한다. 빅은 오히려 나이는 많지만 신세대 감성을 잘 아는 증조할머니 푸페트와 더 친하다.
빅은 막 이성에 눈을 뜬 나이답게 남자아이와 연애에 큰 환상을 품고 있지만 아직 한 번도 파티에 간 적이 없다. 그래서 새로 사귄 친구 페넬로프를 따라, 라울네 집에서 열리는 파티에 난생 처음으로 놀러간다. 하지만 제대로 적응하지 못해 겉돌던 와중, 옆 반의 잘생긴 남학생 마티외와 눈이 맞는다. 마티외는 디스코에 빠져 있는 친구들 사이에서 빅에게 헤드폰을 씌워 주며 로맨틱한 분위기를 만든다. 둘은 데이트하는 사이가 된다.
한편 프랑수아는 우연히 과거의 연인 바네사와 재회하고 그녀와 불륜 관계에 빠진다. 바네사와 함께 밤을 보내면서, 프랑수아즈에게는 교통사고로 다리를 다쳤다고 거짓말한다. 하지만 자신을 진심으로 걱정하는 아내의 모습에 죄책감을 느낀 프랑수아는 곧, 가짜로 묶은 석고붕대를 깨고 프랑수아즈에게 바네사와의 관계를 털어 놓는다. 분노한 프랑수아즈는 남편과 별거를 선언한다. 그리고 푸페트와 함께 바네사의 향수점을 박살내는 것으로 복수를 대신한다. 그 이후, 프랑수아즈는 빅네 학교의 독일어 선생인 에리크와 친밀한 사이가 된다.
빅은 마티외가 리디아라는 다른 여학생과 롤러장에서 데이트하는 것을 목격하고 분개한다. 그때 프랑수아가 말 없이 집을 나간 딸을 데리러 롤러장에 온다. 빅은 거짓으로 아버지와 키스하여 이를 마티외에게 보인다. 마티외는 빅이 소아성애자에게 추행당했다고 오해한다. 그날 밤, 프랑수아는 딸을 데리고 본가에 와서 묵는다. 소파에서 잠을 자는 그를 보고 프랑수아즈가 안쓰럽게 여기고, 곧 프랑수아가 아내의 침대에 들어가 함께 잔다. 둘의 관계는 조금 회복되지만 프랑수아즈는 아직 마음을 열지는 않는다.
며칠 뒤 저녁 프랑수아는 프랑수아즈를 바래다 주는 에리크를 목격하고 그를 미행한다. 에리크가 불량배에게 습격당하는 걸 보고 프랑수아는 에리크를 구해준다. 감사를 표하는 에리크에게, 프랑수아는 아내를 내버려 두라며 주먹을 날린다. 다음날 프랑수아는 딸을 데리러 학교에 갔다가 마티외를 만나고, 그를 오해한 마티외와 싸우게 된다. 둘의 다툼은 빅이 중재함으로써 풀린다.
여름방학이 되고 마티외는 호텔 종업원 견습을 위해 카부르로 간다. 마티외를 만나고 싶었던 빅은 푸페트에게 부탁해서 카부르로 간다. 집을 나왔단 핑계를 대며 찾아온 빅을 마티외는 비밀 아지트에 데려간다. 하지만 아침에 견습 일정이 있던 마티외는 혼자 떠나 버리고 빅은 크게 상심한다. 빅은 푸페트가 묵는 호텔로 되돌아가고, 다음날 그곳에서 견습중이었던 마티외와 어색한 상황에 빠진다.
프랑수아는 프랑수아즈의 그림을 보고 아내가 에리크의 아이를 임신했다고 오해한다. 프랑수아는 프랑수아즈를 비난하고, 돌아선 프랑수아즈에게 에리크는 같이 아프리카로 휴가를 떠나자고 한다. 그러자 프랑수아 또한 베네치아로 가는 비행기편을 예약한다. 프랑수아즈는 결국 공항에서 에리크를 내버려두고 프랑수아에게 돌아간다. 부부는 예전에 빅의 임신을 고백했던 식당에서 재회하고 금실을 회복한다.
한편, 14세 생일을 맞은 빅은 집에서 파티를 연다. 마티외를 미워하기로 다짐하지만, 그 감정은 파티장에 온 마티외를 보자마자 눈 녹듯이 풀려 버린다. 그런데 파티에 또 다른 남자아이가 나타나자 빅은 이번에는 그 남자아이에게 끌려 같이 춤을 춘다.

## 배역
- 소피 마르소 - 빅 베레통
- 클로드 브라쇠르 - 프랑수아 베레통
- 브리지트 포세 - 프랑수아즈 베레통
- 드니즈 그레 - 푸페트
- 베르나르 지로도 - 에리크 레만
- 장미셸 뒤피 - 에티엔
- 실라 오코노르 - 페넬로프 퐁타네
- 알렉상드라 고냉 - 사망타 퐁타네
- 알렉상드르 스테를링 - 마티외
- 크리스토페르 보네 - 장피에르
- 알랭 베젤 - 라울
- 장필리프 레오나르 - 스테판
- 로랑 은디아브 - 아르노
- 나탈리 리케 - 리디아
- 레티티아 가브리엘리 - 조엘
- 로베르 달방 - 세르주
- 리샤르 보랭제 - 이사업체 기베르 (카메오)

## 한국어 더빙 성우진

### KBS (1989년 5월 12일)
- 정경애 - 빅 (소피 마르소)
- 이선영 - 할머니 (데니즈 그레이)
- 황원 - 아빠 (클로드 브라소)
- 장유진 - 엄마 (브리지트 포시)
- 오세홍 - 마티유 (알렉산드르 스털링)
- 김새영 - 빅의 할아버지 (로베르 르 빌)
- 김정애 - 서맨사 (알렉산드라 고닌)
- 김환진 - 라울 (알랭 베이글)
- 이윤선 - 빅의 아빠의 친구 (베르나르 본)
- 정동열 - 라울의 아빠 (자크 아르두앵)
- 한인숙 - 페넬로페 (셰일라 오코너)
- 이향숙
- 최문자
- 김준
- 강구한
- 유동현

### SBS (2002년 8월 23일)
- 송도영 - 빅 (소피 마르소)
- 강수진 - 마티유 (알렉산드르 스털링)
- 이종구 - 아빠 (클로드 브라소)
- 윤소라 - 엄마 (브리지트 포시)
- 최옥희 - 할머니 (데니즈 그레이)
- 안경진
- 임은정
- 이종혁
- 황윤걸
- 손원일
- 정미연
- 김민석
- 우정신
- 주유랑
- 김영선
- 변영희